# Maria Ros
Maria Ros, de nom complet Maria Assumpció Aguilar Ros (Alacant, 16 de maig de 1891 - Burjassot, 14 de setembre de 1970), fou una soprano valenciana.

## Biografia
Ros va debutar com a cantant el 14 de juliol de 1912, interpretant la part de segona tiple en la sarsuela d'Amadeu Vives, La Generala, i tenint com a companys de repartiment Luisa Rodríguez i Emilio Carreras, entre d'altres.
L'any 1915 va debutar com a cantant d'òpera interpretant a València l'òpera de Verdi, Aida. El 1918 va ser contractada per cantar en el Teatre Colón de Buenos Aires, el paper de Sophie d'El cavaller de la rosa, de Strauss, al costat de Gilda Dalla Rizza i en substitució de la ja consagrada Amelita Galli-Curci. El 1921 debuta a Itàlia, concretament a Ferrara, cantant Rigoletto, i tenint com a companys els consagrats Benvenuto Franci i Giacomo Lauri-Volpi. Durant anys va cantar de la mà de directors tan famosos com Victor de Sabata, Gino Marinuzzi, Antonio Guarnieri i Vittorio Gui. Va cantar en molts teatres d'Europa i Amèrica, i es pot destacar l'èxit obtingut al setembre de 1922, amb Il guarany, al Teatre Municipal de Rio de Janeiro, amb la companyia de Mascagni i al costat de Miquel Fleta.
El 1924 va contreure matrimoni amb el famós tenor italià Giacomo Lauri-Volpi, i va fixar la seva residència a Burjassot. L'any 1926 va abandonar els escenaris "per dedicar-se a disciplinar la veu del seu marit", Giacomo Lauri-Volpi, just quan ells es trobava en el cim de la seva carrera.
Educada a l'escola de Manuel García, el seu repertori abastava des de Rigoletto fins a Aida, sense oblidar Tosca, La Bohème, La Traviata, Cavalleria rusticana, Pagliacci, Faust o Manon Lescaut. Es té per cert que va ser responsable directa de la millora del nivell tècnic del seu espòs.
Maria Ros va morir a Burjassot el 14 de setembre de 1970. En la seva memòria el seu marit Lauri-Volpi creà un premi de cant que portí el seu nomː el Concurs Internacional de cant Maria Ros de Lauri Volpi.